# 宮田川 (茨城県)
宮田川（みやたがわ）は、茨城県日立市を流れ太平洋へ注ぐ二級河川である。

## 地理
茨城県道36号日立山方線・本山トンネル付近を源を発し、ほぼ東に流れ、茨城県道36号沿いにV字谷を形成する。途中不動滝などの滝や数多くの川・沢を合流させる。その後、日立市中心部を抜け、太平洋に至る。

## 支流
下流より記載
- 数沢川
- 白銀沢
- 大作沢
- 三作沢
- 大沢川
- 神峰沢

他にも無名の沢が多数存在する

## 滝
- 夫婦滝
- 不動滝

## 橋梁
上流より記載
上流域の小橋梁は省略する。また、上流域では茨城県道36号が何度も渡る。
- 大牛橋（茨城県道36号日立山方線）
- 大白峰橋（市道）
- 大雄院橋（市道）
- （橋）常磐自動車道
- 白銀橋（日立有料道路）
- 大新橋（市道）
- 瑞穂橋（市道）
- 関根橋（市道）
- 田中橋（市道）
- 宮田橋（市道）
- 日立橋（国道6号）
- 宮田川橋（市道・けやき通り）
- （鉄道橋）（常磐線）
- 渚橋（市道）
- 旭高架橋（国道6号・日立バイパス）